# أليكس هاميلتون (لاعب كرة سلة)
أليكس هاميلتون (5 أكتوبر 1993 في الولايات المتحدة - ) (بالإنجليزية: Alex Hamilton)‏ هو لاعب كرة سلة أمريكي في مركز مدافع مسدد الهدف. لعب مع Louisiana Tech Bulldogs basketball ‏.

## وصلات خارجية
- أليكس هاميلتون على موقع سبورتس رفرنس (الإنجليزية)
- أليكس هاميلتون على موقع كرة السلة الأوروبية.كوم (الإنجليزية)
- أليكس هاميلتون على موقع كلية كرة السلة في سبورتس رفرنس.كوم (الإنجليزية)
- أليكس هاميلتون على موقع ريلجم (الإنجليزية)
- أليكس هاميلتون على موقع بروبوليرز (الإنجليزية)
- أليكس هاميلتون على موقع سبورتس رفرنس (الإنجليزية)
- أليكس هاميلتون على موقع سبورتس رفرنس (الإنجليزية)